# A Hard Day’s Night (Album)
A Hard Day’s Night (englisch, sinngemäß Eine Nacht nach einem schweren Tag) ist das dritte Studioalbum der britischen Gruppe The Beatles. Es wurde im Juli 1964 in Großbritannien veröffentlicht. In Deutschland erschien das Album unter dem Titel Yeah! Yeah! Yeah! A Hard Day’s Night und ist hier einschließlich des Kompilationsalbums ihr viertes Album. Das Album beinhaltet auf der ersten Seite die Filmmusik des gleichnamigen Beatles-Films (deutscher Kinotitel: Yeah! Yeah! Yeah!). Das Album erreichte in zahlreichen Ländern die Spitze der Charts. 
In den USA wurde im Juni 1964 von United Artists eine abgewandelte Version des Albums, die ausschließlich Filmmusik enthält, veröffentlicht. Die britische Version von A Hard Day’s Night wurde in den USA im Juli 1987 als CD veröffentlicht.

## Entstehung

Filmlogo

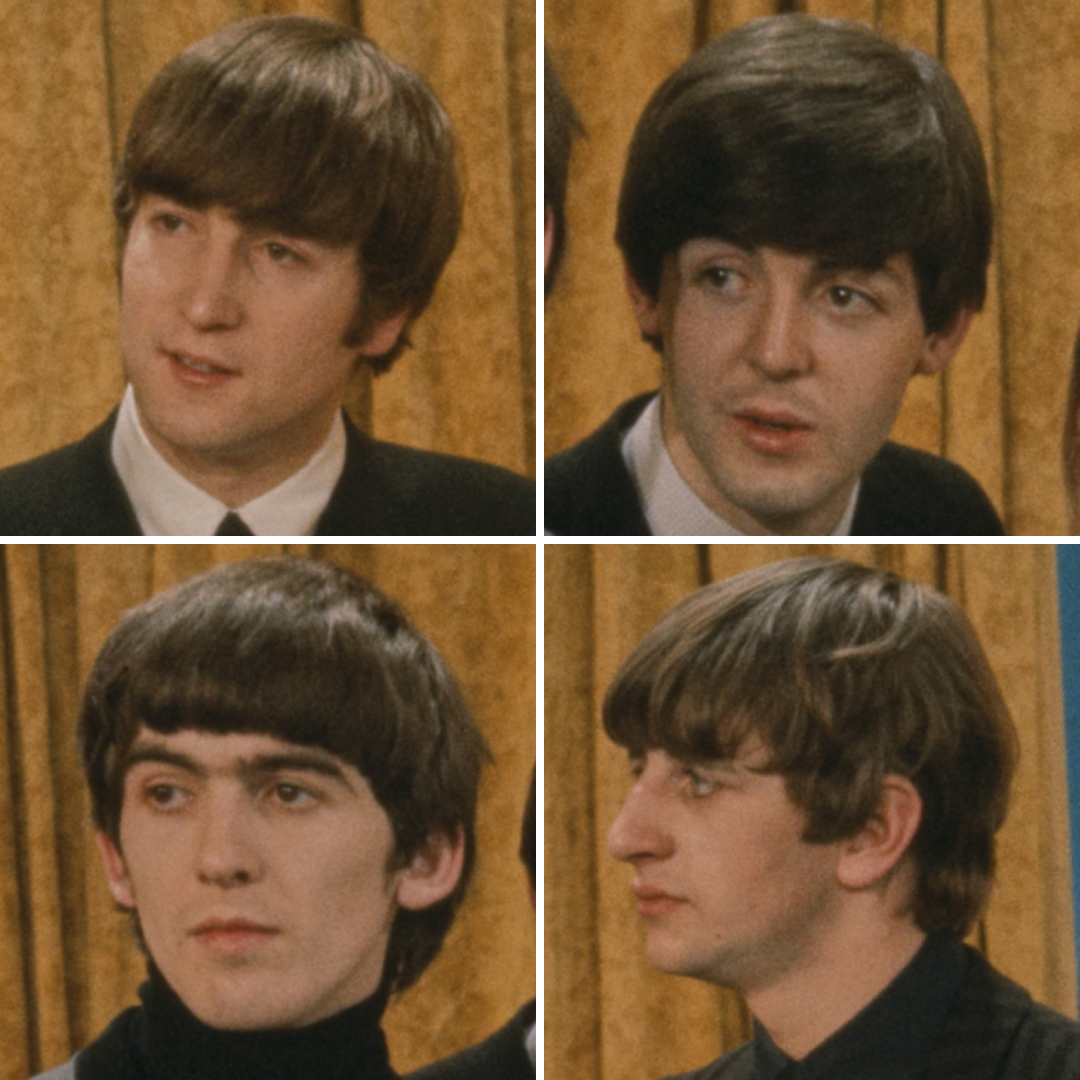
The Beatles, 1964

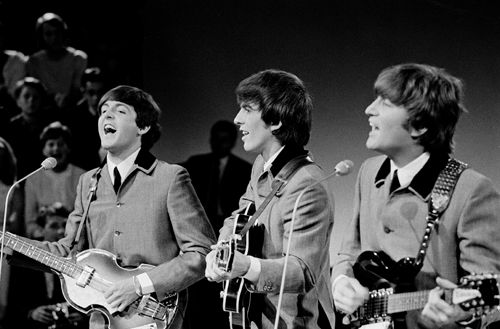
Paul McCartney, George Harrison, John Lennon, 1964

Dem Album war der Wunsch von United Artists vorangegangen, einen Spielfilm mit den Beatles zu produzieren. Filme mit Musikern waren in jener Zeit üblich und wurden in der Regel mit geringem Budget produziert, um von der Popularität der jeweiligen Künstler zu profitieren. Im Falle der Beatles bestand das Interesse seitens United Artists weniger am Einspielergebnis des Spielfilms als an der Vermarktung der Filmmusik, denn Capitol Records besaß in Nordamerika nicht die Rechte an möglichen Filmmusiken der Beatles.
Nachdem eine Einigung zwischen dem Management der Beatles und United Artists zustande gekommen war, galt es für John Lennon und Paul McCartney, neue Stücke für den Spielfilm zu komponieren. Für das britische Album mussten die Lieder, die im Film verwendet werden sollten, möglichst vor Beginn der Dreharbeiten am 2. März 1964 fertig sein. Die restlichen Lieder, die das Album komplettierten, wurden nach Ende der Dreharbeiten aufgenommen. So begannen die ersten Aufnahmen für den Soundtrack am 25. Februar in den Abbey Road Studios. Bis zum 1. März 1964 waren neun Lieder fertiggestellt, wobei zwei, nämlich I Call Your Name und Long Tall Sally, für eine EP verwendet wurden. Die restlichen Lieder wurden am 1. und 2. Juni 1964 aufgenommen.
Can’t Buy Me Love, das erste Lied, das seinen Weg in den Spielfilm fand, war aber bereits am 20. März 1964 als Single veröffentlicht worden. Aufgenommen wurde der Titel größtenteils schon am 29. Januar 1964 in den Pariser Pathé Marconi Studios. Es war das erste und einzige Mal, dass die Beatles außerhalb von Großbritannien Aufnahmen machten. Can’t Buy Me Love war erst kurz vor der Aufnahme von Paul McCartney im Hôtel George V in Paris komponiert worden. Den letzten Feinschliff erhielt das Stück allerdings am 25. Februar 1964 in den Abbey Road Studios, wo auch die restlichen Musikaufnahmen für das Album stattfanden. Ebenfalls am 25. Februar 1964 wurde die Lennon-Komposition You Can’t Do That aufgenommen, die als B-Seite von Can’t Buy Me Love erstmals veröffentlicht wurde und einen Platz auf der zweiten Seite des Albums erhielt.
Am 26. Februar 1964 wurde John Lennons Komposition I Should Have Known Better aufgenommen. Lennon setzte als besonderes Element, wie bei einigen frühen Stücken der Beatles, eine Mundharmonika ein. Das Lied ist während einer Szene zu sehen, die die Beatles im Gepäckwagen eines Zuges zeigt.

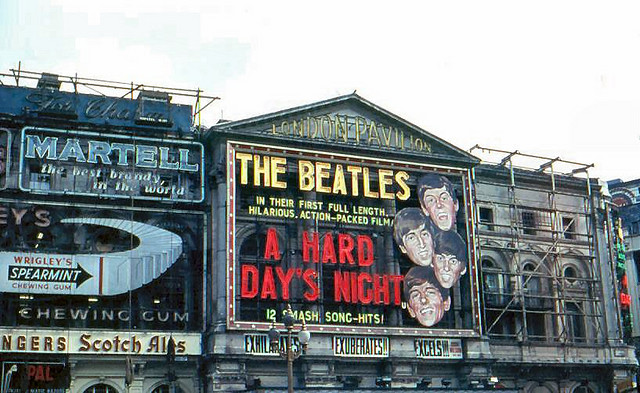
Das London Pavilion Cinema zeigt A Hard Day’s Night, 1964

Am folgenden Tag stand zunächst ein weiterer Versuch auf dem Programm, die McCartney-Komposition And I Love Her aufzunehmen. Die Aufnahmen, die zuvor am 25. und 26. Februar 1964 entstanden waren, hatten kein zufriedenstellendes Ergebnis erbracht. Die Beatles hatten zunächst ein eher rockiges Arrangement für das Lied probiert, entschieden sich dann aber für eine sanftere Instrumentierung mit akustischen Gitarren und Bongos anstelle des Schlagzeugs. Mit dieser Variante waren sie am 27. Februar erfolgreich und konnten anschließend zwei weitere Lieder in Angriff nehmen, die beide größtenteils von John Lennon stammten: das schnelle, von Lennon, McCartney und Harrison gemeinsam gesungene Tell Me Why und die Ballade If I Fell, die von Lennon und McCartney gesungen wurde.
Am 1. März 1964 entstand die Aufnahme von I’m Happy Just to Dance with You, das John Lennon für George Harrison geschrieben hatte.
Bis kurz vor Ende der Dreharbeiten hatte der Spielfilm keinen Namen. Der merkwürdige Originaltitel des Films stammt angeblich von Ringo Starr, der bekannt war für seine verdrehten Kommentare. So soll er während der Dreharbeiten erschöpft gestöhnt haben: “That’s a hard day …”, als er aus dem Fenster schaute, sah er, dass es schon dunkel war und fügte noch korrigierend dazu “… night”. Ob der Satz wirklich während der Dreharbeiten ausgesprochen wurde, ist unklar, da John Lennon ihn bereits in seinem ersten Buch In seiner eigenen Schreibe (‚In His Own Write‘) verwendete. Auf jeden Fall schien die Aussage die Stimmung des Spielfilms perfekt zu beschreiben und am 13. April 1964 wurde der Titel des Films der Presse offiziell bekannt gegeben. Es galt nun für Lennon und McCartney, einen passenden Titelsong zu schreiben. Am 16. April 1964 fanden sich die Beatles im Studio ein und begannen mit den Aufnahmen für das Lied A Hard Day’s Night. Den Gesang teilten sich John Lennon und Paul McCartney. Besonders markant war der Anfangsakkord, der von George Harrison auf seiner zwölfsaitigen Rickenbacker-Gitarre gespielt wurde. Nach der Aufnahme war der Soundtrack komplett.
Die Dreharbeiten für den Film dauerten bis zum 24. April 1964. Nach einem kurzen Urlaub begannen die Beatles damit, sich um die fehlenden Lieder für das Album zu kümmern. Am 1. Juni 1964 wurde Lennons I’ll Cry Instead aufgenommen. Am nächsten Tag folgten Aufnahmen für zwei weitere Lennon-Kompositionen Any Time at All und When I Get Home und das von McCartney stammende Things We Said Today. Am 22. Juni 1964 erfolgte die Stereoabmischung des Albums sowie Monoabmischungen von vier Liedern, der Rest der Monoabmischungen wurde am 3. März, 23. April, 9. und 10. Juni hergestellt. Die Abmischungen der Single Can’t Buy Me Love erfolgten schon am 26. Februar (Mono) und am 10. März (Stereo).
George Martin sagte über die Aufnahmetechnik: „Die Aufnahmen der ersten Jahre wurden alle auf nur zwei Spuren und live gemacht, wie bei Rundfunksendungen. Vierspurbandgeräte brachten dann den großen Vorteil, im Nachhinein Zweitstimmen oder Gitarrensolos überspielen und abmischen zu können. Als wir A Hard Day’s Night machten, konnten wir erst die Grundspur abmischen und überspielten die Stimmen später.“

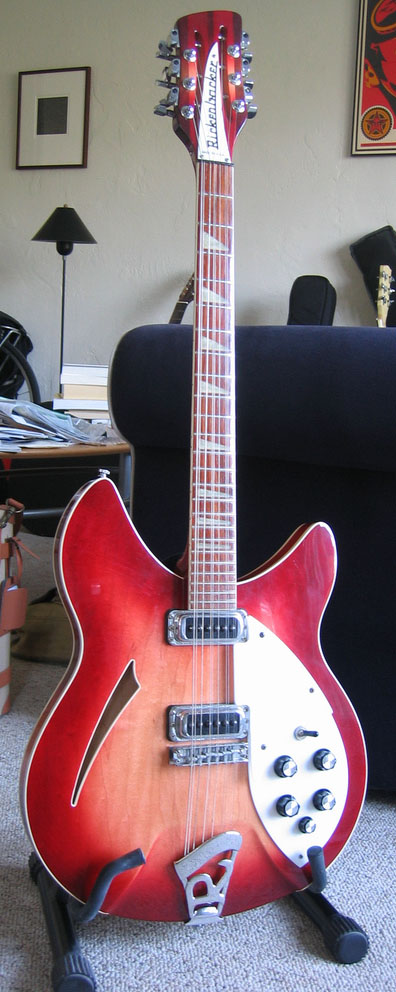
Die Rickenbacker 360/12, ein prägendes Element des Albums

Das besondere an A Hard Day’s Night ist, dass auf diesem Album zum ersten Mal nur Eigenkompositionen des Songwriter-Teams Lennon/McCartney zu finden sind. Dabei war John Lennon im Gegensatz zu den beiden vorangegangenen Alben der Beatles deutlich der dominierende Partner. Zehn der dreizehn Stücke des Albums – inklusive des Titelsongs – stammten hauptsächlich von ihm. Eine weitere Besonderheit ist, dass Ringo Starr keinen Gesangsbeitrag lieferte. Ein Element, das den Klang des Albums stark prägte, war George Harrisons zwölfsaitige E-Gitarre, eine Rickenbacker 360/12, die bei den meisten der Stücke zum Einsatz kam und auf der auch der prägnante Anfangsakkord des Titelsongs gespielt wurde.
Das Album erschien in Deutschland zeitgleich mit der britischen Premiere des Kinofilms am 6. Juli 1964. Vier Tage nach der Premiere des Spielfilms erschien das britische Album und außerdem die Single A Hard Day’s Night. Produzent George Martin veröffentlichte außerdem am selben Tag die LP Off the Beatle Track, die orchestrale Versionen von Beatles-Stücken enthielt, darunter Can’t Buy Me Love. Manche der Orchesterstücke sind auch auf der am 26. Juni 1964 in den USA erschienenen Filmmusik enthalten.
Das Album A Hard Day’s Night stieg am 15. Juli 1964 in die britischen Charts auf Platz eins ein, wo es 21 Wochen verblieb. Es war das dritte Nummer-eins-Album der Beatles in Großbritannien. Für das Album lagen in Großbritannien über 250.000 Vorbestellungen vor. Es wurde von der Nummer-eins-Position von dem Album Beatles for Sale verdrängt. In Deutschland war es nach With the Beatles das zweite Album der Beatles, das Platz eins der Hitparade erreichte. Die beiden Single-Auskopplungen Can’t Buy Me Love und A Hard Day’s Night erreichten ebenfalls jeweils Platz eins der britischen und der US-amerikanischen Charts und wurden der vierte und fünfte Nummer-eins-Hit der Beatles in Großbritannien und den USA.
Das Album wurde in einer Mono- und in einer Stereoversion veröffentlicht.
Die Monoversion des Albums beinhaltet andere Abmischungen der Lieder I Should Have Known Better (andere Mundharmonika-Einleitung), Tell Me Why (der Gesang von John Lennon wurde in der Stereoversion gedoppelt, nicht so in der Monoversion) und If I Fell (teilweise anderer Gesang von John Lennon und Paul McCartney).
Weitere – nicht verwendete – Aufnahmeversionen der Lieder Can’t Buy Me Love, You Can’t Do That, And I Love Her, A Hard Day’s Night und I’ll Be Back befinden sich auf dem Album Anthology 1.

## Covergestaltung
Das Design und die Fotos des Covers stammen von Robert Freeman. Das Cover zeigt vier Reihen von Bildern, in denen jeweils fünf Bilder eines jeden Beatles zu sehen sind. Die erste Reihe zeigt John Lennon, die zweite George Harrison, die dritte Paul McCartney, die vierte Ringo Starr.

## Titelliste
| Nr. | Lied                             | Autor            | Leadgesang           | Länge Stereoversion | Länge Monoversion |
| --- | -------------------------------- | ---------------- | -------------------- | ------------------- | ----------------- |
| 01  | A Hard Day’s Night               | Lennon/McCartney | Lennon und McCartney | 2:34                | 2:35              |
| 02  | I Should Have Known Better       | Lennon/McCartney | Lennon               | 2:43                | 2:47              |
| 03  | If I Fell                        | Lennon/McCartney | Lennon und McCartney | 2:19                | 2:24              |
| 04  | I’m Happy Just to Dance with You | Lennon/McCartney | Harrison             | 1:56                | 2:00              |
| 05  | And I Love Her                   | Lennon/McCartney | McCartney            | 2:30                | 2:34              |
| 06  | Tell Me Why                      | Lennon/McCartney | Lennon               | 2:09                | 2:13              |
| 07  | Can’t Buy Me Love                | Lennon/McCartney | McCartney            | 2:12                | 2:17              |

| Nr. | Lied                 | Autor            | Leadgesang | Länge Stereoversion | Länge Monoversion |
| --- | -------------------- | ---------------- | ---------- | ------------------- | ----------------- |
| 08  | Any Time at All      | Lennon/McCartney | Lennon     | 2:11                | 2:16              |
| 09  | I’ll Cry Instead     | Lennon/McCartney | Lennon     | 1:46                | 1:50              |
| 10  | Things We Said Today | Lennon/McCartney | McCartney  | 2:35                | 2:41              |
| 11  | When I Get Home      | Lennon/McCartney | Lennon     | 2:17                | 2:21              |
| 12  | You Can’t Do That    | Lennon/McCartney | Lennon     | 2:35                | 2:39              |
| 13  | I’ll Be Back         | Lennon/McCartney | Lennon     | 2:26                | 2:23              |

Die Längen der Lieder basieren jeweils auf den 2009er CD-Versionen.

## Wiederveröffentlichungen
- Am 26. Februar 1987 erfolgte die Erstveröffentlichung des Albums A Hard Day’s Night als CD in Europa (USA: 21. Juli 1987), ausschließlich in einer Monoabmischung. Das Mastering wurde neben George Martin vom Toningenieur der Abbey Road Studios Mike Jarrett überwacht. Der CD liegt ein achtseitiges Begleitheft bei, das den originären Covertext von Tony Barrow beinhaltet.
- Am 9. September 2009 erschien das Album remastert in einer Stereoabmischung als CD und als Teil des The Beatles Stereo Box Sets. Die remasterte Monoversion wurde als Teil der Box The Beatles in Mono, ebenfalls seit 9. September 2009, erhältlich. Die Stereoversion der im Jahr 2009 wiederveröffentlichten CD wurde von Guy Massey und Steve Rooke, die Monoversion von Paul Hicks, Sean Magee und Guy Massey remastert. Während die Mono-CD der originalen LP-Version in der Covergestaltung nachempfunden wurde, wurde das aufklappbare CD-Pappcover der Stereoversion von Drew Lorimer neu gestaltet. Weiterhin beinhaltet die Stereo-CD ein 24-seitiges Begleitheft, das neben Fotos von den Beatles, den originären Covertext von Tony Barrow aus dem Jahr 1964, Informationen zum Album von Kevin Howlett und Mike Heatley sowie Informationen zu den Aufnahmen von Allan Rouse und Kevin Howlett enthält. Die CD beinhaltet eine Dokumentation im QuickTime-Format, bestehend aus Videoausschnitten sowie modifizierten Bildern zu den Studiosessions; untermalt durch angespielte Musiktitel, Outtakes oder Studiogespräche des Albums.
- Die remasterte Stereo-Vinyl-Langspielplatte wurde im November 2012 mit dem The Beatles Remastered Vinyl Box Set, die remasterte Mono-Vinyl-Langspielplatte im September 2014 mit der Box The Beatles In Mono veröffentlicht.
- Die Erstveröffentlichung im Download-Format erfolgte am 16. November 2010 bei iTunes, ab dem 24. Dezember 2015 war das Album auch bei anderen Anbietern und bei Streaming-Diensten verfügbar.[13][14]
- Am 19. Oktober 2024 wurde A Hard Day’s Night in Großbritannien anlässlich des U.K. National Album Day 2024 auf weißem Vinyl wiederveröffentlicht.[15]

## Aufnahmedaten
Die Aufnahmen für das Album fanden zwischen dem 29. Januar und 4. Juni 1964 fast ausschließlich in den Abbey Road Studios (Studio 2) unter der Produktionsleitung von George Martin statt. Lediglich Can’t Buy Me Love wurde teilweise, am 29. Januar 1964 in den EMI Pathé Marconi-Studios in Paris aufgenommen. An diesem Tag wurden in Paris auch die deutschen Lieder Komm, gib mir deine Hand und Sie liebt dich eingespielt. Toningenieur der Aufnahmen war Norman Smith, seine Assistenten waren Richard Langham, Geoff Emerick, A.B. Lincoln, David Lloyd und Ken Scott.
George Martin spielte Klavier bei dem Liedern Long Tall Sally, A Hard Day’s Night, Matchbox und Slow Down.
| Nr. | Lied                             | Aufnahmedaten                | Besetzung / Gastmusiker | Tonträger (Europäische Erstveröffentlichung) |
| --- | -------------------------------- | ---------------------------- | --- | -------------------------------------------- |
| 01  | Can’t Buy Me Love                | 29. Jan. 1964, 25. Feb. 1964 | - John Lennon: Akustikgitarre - Paul McCartney: Bass, Gesang - George Harrison: Leadgitarre - Ringo Starr: Schlagzeug                                                              | A Hard Day’s Night                           |
| 02  | You Can’t Do That                | 25. Feb. 1964, 22. Mai 1964  | - John Lennon: Leadgitarre, Gesang - Paul McCartney: Bass, Kuhglocke, Hintergrundgesang - George Harrison: Rhythmusgitarre, Hintergrundgesang - Ringo Starr: Schlagzeug, Congas    | A Hard Day’s Night                           |
| 03  | And I Love Her                   | 25.–27. Feb. 1964            | - John Lennon: Akustikgitarre - Paul McCartney: Bass, Gesang - George Harrison: Akustikgitarre - Ringo Starr: Bongos, Claves                                                       | A Hard Day’s Night                           |
| 04  | I Should Have Known Better       | 25. + 26. Feb. 1964          | - John Lennon: Akustikgitarre, Mundharmonika, Gesang - Paul McCartney: Bass - George Harrison: Leadgitarre - Ringo Starr: Schlagzeug                                               | A Hard Day’s Night                           |
| 05  | Tell Me Why                      | 27. Feb. 1964                | - John Lennon: Rhythmusgitarre, Gesang - Paul McCartney: Bass, Hintergrundgesang - George Harrison: Leadgitarre, Hintergrundgesang - Ringo Starr: Schlagzeug                       | A Hard Day’s Night                           |
| 06  | If I Fell                        | 27. Feb. 1964                | - John Lennon: Akustikgitarre, Gesang - Paul McCartney: Bass, Gesang - George Harrison: Leadgitarre - Ringo Starr: Schlagzeug                                                      | A Hard Day’s Night                           |
| 07  | I’m Happy Just to Dance with You | 01. März 1964                | - John Lennon: Rhythmusgitarre, Hintergrundgesang - Paul McCartney: Bass, Hintergrundgesang - George Harrison: Leadgitarre, Gesang - Ringo Starr: Schlagzeug, afrikanische Trommel | A Hard Day’s Night                           |
| 08  | Long Tall Sally                  | 01. März 1964                | - John Lennon: Rhythmusgitarre - Paul McCartney: Bass, Gesang - George Harrison: Leadgitarre - Ringo Starr: Schlagzeug - George Martin: Klavier                                    | Long Tall Sally-EP                           |
| 09  | I Call Your Name                 | 01. März 1964                | - John Lennon: Rhythmusgitarre, Gesang - Paul McCartney: Bass - George Harrison: Leadgitarre - Ringo Starr: Schlagzeug, Kuhglocke                                                  | Long Tall Sally-EP                           |
| 10  | A Hard Day’s Night               | 16. Apr. 1964                | - John Lennon: Rhythmusgitarre, Akustikgitarre, Gesang - Paul McCartney: Bass, Gesang - George Harrison: Leadgitarre - Ringo Starr: Schlagzeug, Bongos - George Martin: Klavier    | A Hard Day’s Night                           |
| 11  | Matchbox                         | 01. Juni 1964                | - John Lennon: Rhythmusgitarre - Paul McCartney: Bass - George Harrison: Leadgitarre - Ringo Starr: Schlagzeug, Gesang - George Martin: Klavier                                    | Long Tall Sally-EP                           |
| 12  | I’ll Cry Instead                 | 01. Juni 1964                | - John Lennon: Akustikgitarre, Gesang - Paul McCartney: Bass - George Harrison: Leadgitarre - Ringo Starr: Schlagzeug, Tamburin                                                    | A Hard Day’s Night                           |
| 13  | Slow Down                        | 01. Juni 1964                | - John Lennon: Leadgitarre, Gesang - Paul McCartney: Bass - George Harrison: Rhythmusgitarre - Ringo Starr: Schlagzeug - George Martin: Klavier                                    | Long Tall Sally-EP                           |
| 14  | I’ll Be Back                     | 01. Juni 1964                | - John Lennon: Akustikgitarre, Gesang - Paul McCartney: Bass, Akustikgitarre, Hintergrundgesang - George Harrison: Akustikgitarre, Hintergrundgesang - Ringo Starr: Schlagzeug     | A Hard Day’s Night                           |
| 15  | Any Time at All                  | 02. Juni 1964                | - John Lennon: Akustikgitarre, Gesang - Paul McCartney: Bass, Klavier, Hintergrundgesang - George Harrison: Leadgitarre - Ringo Starr: Schlagzeug                                  | A Hard Day’s Night                           |
| 16  | Things We Said Today             | 02. Juni 1964                | - John Lennon: Akustikgitarre, Klavier - Paul McCartney: Bass, Gesang - George Harrison: Leadgitarre - Ringo Starr: Schlagzeug, Tamburin                                           | A Hard Day’s Night                           |
| 17  | When I Get Home                  | 02. Juni 1964                | - John Lennon: Rhythmusgitarre, Gesang - Paul McCartney: Bass, Klavier, Hintergrundgesang - George Harrison: Leadgitarre, Hintergrundgesang - Ringo Starr: Schlagzeug              | A Hard Day’s Night                           |
| 18  | You Know What to Do              | 03. Juni 1964                | - George Harrison: Rhythmusgitarre, Bass, Tamburin, Gesang Oder: - John Lennon: Tamburin - Paul McCartney: Bass - George Harrison: Rhythmusgitarre, Gesang                         | Anthology 1                                  |

## US-amerikanische Veröffentlichung

### Entstehung

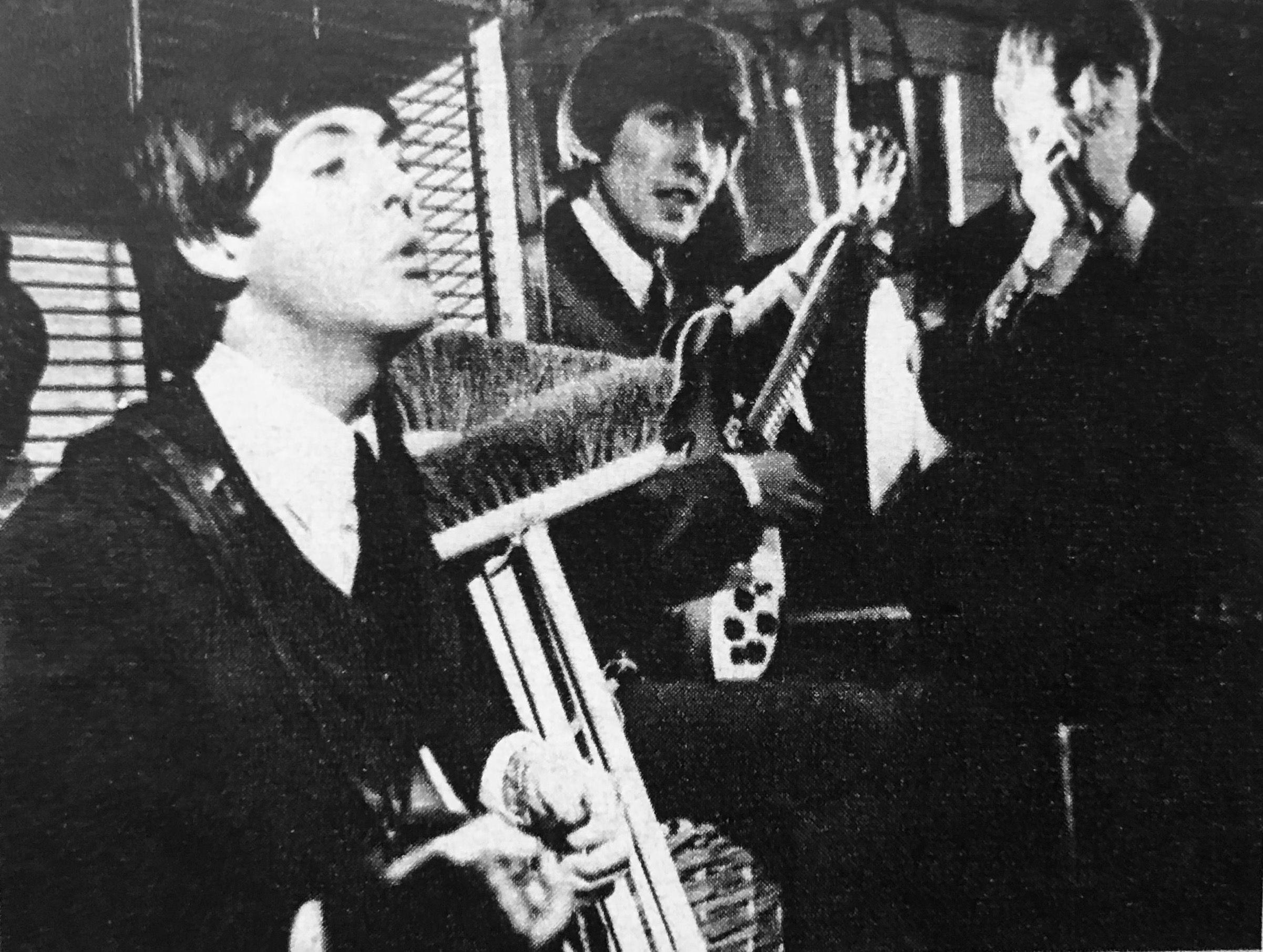
Beatles, 1964

In den USA erschien am 26. Juni 1964 ein Album gleichen Namens. Es enthält nur Musik aus dem gleichnamigen Film. Da United Artists den ersten Film der Beatles finanziert hatte, bekam die Filmgesellschaft für die USA auch das Recht den Soundtrack zu vertreiben, so dass die sieben Lieder der Seite eins des britischen Originalalbums sowie der Titel I’ll Cry Instead verwendet wurde. I’ll Cry Instead wurde in den USA in einer um knapp 20 Sekunden verlängerten Version veröffentlicht. Die US-amerikanischen Ausgabe wurde mit vier von Lennon/McCartney komponierten, instrumentalen Stücken, die George Martin mit seinem Orchester interpretierte, aufgefüllt. Das britische Album A Hard Day’s Night erschien in den USA erst am 21. Juli 1987.
United Artists hatte nicht das Recht Beatles-Singles aus dem Album auszukoppeln, das blieb Capitol Records vorbehalten. So wurden von United Artists zwei Singles von George Martin aus dem Album ausgekoppelt: And I Love Her / Ringo’s Theme (This Boy) (Katalognummer UA 745) und A Hard Day’s Night / I Should Have Known Better (Katalognummer UA 750). Die B-Seite der ersten Single, Ringo’s Theme (This Boy), erreichte Platz 53 (A-Seite Platz 105) der Billboard Hot 100. Die zweite Single von George Martin war weniger erfolgreich (A-Seite Platz 122, B-Seite Platz 111). Darüber hinaus vertrieb United Artists noch ein Album von George Martin and his Orchestra mit dem Titel By Popular Demand, A Hard Day’s Night, Instrumental Versions of the Motion Picture Score.
A Hard Day’s Night war das vierte in den USA veröffentlichte Album. Es war vom 25. Juli bis zum 30. Oktober 1964 auf Platz 1 der Billboard 200 in den USA und war somit dort das dritte Nummer-eins-Album der Beatles. Im Oktober 2000 wurde das Album in den USA mit Multi-Platin für vier Millionen verkaufte Exemplare ausgezeichnet.
Das Album wurde in einer Mono- und in einer Stereoversion veröffentlicht. Die Monoversion des Albums ist mit der britischen Originalabmischung nicht identisch. Das Lied And I Love Her enthält eine andere Abmischung ohne gedoppelten Gesang, Any Time at All (das Klavier wurde in den Hintergrund gemischt) und When I Get Home (das Klavier wurde in den Vordergrund gemischt) haben ebenfalls andere Abmischungen. Die übrigen Lieder haben die britischen Monoversionen. Die Stereoabmischung des Liedes A Hard Day’s Night ist mit der britischen Originalabmischung nicht identisch.
Die US-amerikanische Version des Albums wurde am 26. Juni 1964 auch in Kanada in Mono veröffentlicht.

### Wiederveröffentlichung
Ab August 1980 wurde das Album von Capitol Records vertrieben. Im Januar 2014 wurde A Hard Day’s Night als Teil der CD-Box The U.S. Albums veröffentlicht, es erschien auch separat und enthält die Mono- und die Stereoversionen des Albums. Für die Alben der Box The U.S. Albums wurden im Wesentlichen die im September 2009 veröffentlichten remasterten britischen Mono- und Stereobänder verwendet. Für die Lieder And I Love Her (Mono) und I’ll Cry Instead (Mono/Stereo) wurden neue Abmischungen angefertigt. Das Album ist seit dem 17. Januar 2014 als Download bei iTunes erhältlich.

### Covergestaltung
United Artists veröffentlichte das Album mit einem eigenständigen Design des Covers. Die Vorderseite des Albums zeigt vier Bilder, auf denen jeweils einer der Beatles zu sehen ist, dabei ist jeweils die obere Hälfte des Gesichts zu erkennen. Auf der Rückseite sind weitere 15 Fotos der einzelnen Beatles zu sehen. Die Fotos stammen von Robert Freeman.

### Titelliste
| Nr. | Lied                                      | Autor            | Interpret                     | Länge |
| --- | ----------------------------------------- | ---------------- | ----------------------------- | ----- |
| 01  | A Hard Day’s Night                        | Lennon/McCartney | The Beatles                   | 2:33  |
| 02  | Tell Me Why                               | Lennon/McCartney | The Beatles                   | 2:10  |
| 03  | I’ll Cry Instead                          | Lennon/McCartney | The Beatles                   | 2:06  |
| 04  | I Should Have Known Better (Instrumental) | Lennon/McCartney | George Martin & his Orchestra | 2:10  |
| 05  | I’m Happy Just to Dance with You          | Lennon/McCartney | The Beatles                   | 1:59  |
| 06  | And I Love Her (Instrumental)             | Lennon/McCartney | George Martin & his Orchestra | 3:46  |

| Nr. | Lied                                    | Autor            | Interpret                     | Länge |
| --- | --------------------------------------- | ---------------- | ----------------------------- | ----- |
| 07  | I Should Have Known Better              | Lennon/McCartney | The Beatles                   | 2:44  |
| 08  | If I Fell                               | Lennon/McCartney | The Beatles                   | 2:22  |
| 09  | And I Love Her                          | Lennon/McCartney | The Beatles                   | 2:29  |
| 10  | Ringo’s Theme (This Boy) (Instrumental) | Lennon/McCartney | George Martin & his Orchestra | 3:10  |
| 11  | Can’t Buy Me Love                       | Lennon/McCartney | The Beatles                   | 2:12  |
| 12  | A Hard Day’s Night (Instrumental)       | Lennon/McCartney | George Martin & his Orchestra | 2:06  |

## Chartplatzierungen der Alben
| Album                                            | Album                                                                      | Datum der Veröffentlichung | Datum der Veröffentlichung | Datum der Veröffentlichung | Beste Charts-Platzierung | Beste Charts-Platzierung | Beste Charts-Platzierung | Label Katalognr.                             | Label Katalognr.                                 | Label Katalognr.                                |
| Typ                                              | Titel                                                                      | GB                         | US                         | DE                         | GB                       | US                       | DE                       | GB                                           | US                                               | DE                                              |
| ------------------------------------------------ | -------------------------------------------------------------------------- | -------------------------- | -------------------------- | -------------------------- | ------------------------ | ------------------------ | ------------------------ | -------------------------------------------- | ------------------------------------------------ | ----------------------------------------------- |
| Soundtrack                                       | A Hard Day’s Night                                                         | –                          | 26. Juni 1964              | –                          | n.v.                     | 1                        | n.v.                     | –                                            | United Artists UAL 3366 (Mono) UAS 6366 (Stereo) | –                                               |
| Studioalbum                                      | A Hard Day’s Night in Deutschland als Yeah! Yeah! Yeah! A Hard Day’s Night | 10. Juli 1964              | –                          | 9. Juli 1964               | 1                        | n.v.                     | 1                        | Parlophone PMC 1230 (Mono) PCS 3058 (Stereo) | –                                                | Odeon O 83739 (Mono) STO und SMO 83739 (Stereo) |
| Studioalbum CD-Erstveröffentlichung              | A Hard Day’s Night                                                         | 26. Feb. 1987              | 21. Juli 1987              | Feb. 1987                  | 30                       | –                        | –                        | Parlophone CDP 7 46437 2                     | Capitol CDP 7 46437 2                            | EMI CDP 7 46437 2                               |
| Studioalbum Remasterte CD-Wiederveröffentlichung | A Hard Day’s Night                                                         | 9. Sep. 2009               | 9. Sep. 2009               | 9. Sep. 2009               | 37                       | –                        | –                        | Apple/EMI 3824132                            | Apple/Capitol 3824132                            | Apple/EMI 3824132                               |

## Abweichende Veröffentlichungen in anderen Ländern
- In Frankreich wurde das Album (britische Version) unter dem Titel Chansons Du Film 4 Garçons Dans Le Vent (Lieder aus dem Film „Vier Jungs im Wind“) mit eigenständiger Covergestaltung im Juli 1964 in Mono veröffentlicht.[25]
- In Kolumbien wurde das Album unter dem Titel Vol. 4 mit eigenständiger Covergestaltung im September 1964 in Stereo veröffentlicht. Es fehlen die Lieder Can’t Buy Me Love und You Can’t Do That, dafür wurde das Album mit dem Lied Komm, gib mir deine Hand ergänzt.[26]
- In Mexiko wurde das Album (britische Version) ebenfalls unter dem Titel Vol. 4 mit eigenständiger Covergestaltung (nicht mit der kolumbianischen Version identisch) im Sommer 1964 in Mono auf dem Musart-Label veröffentlicht. Eine Wiederveröffentlichung erfolgte im Herbst 1965 von Capitol Records.[27]
- In Peru wurde das Album (britische Version) unter dem Titel ¡Yeah Yeah Yeah, Paul, John, George Y Ringo! mit eigenständiger Covergestaltung im September 1964 in Mono veröffentlicht.[28]
- In Japan wurde das Album A Hard Day’s Night (britische Version) mit eigenständiger Covergestaltung im September 1964 in Stereo veröffentlicht. Die Schallplatte wurde auch auf rotem Vinyl gepresst.[29]

## Auskopplungen

### Singles
| Single                                              | Datum der Veröffentlichung | Datum der Veröffentlichung | Datum der Veröffentlichung | Beste Charts-Platzierung | Beste Charts-Platzierung | Beste Charts-Platzierung | Label Katalognr. | Label Katalognr. | Label Katalognr. |
| A-Seite / B-Seite                                   | GB                         | US                         | DE                         | GB                       | US                       | DE                       | GB               | US               | DE               |
| --------------------------------------------------- | -------------------------- | -------------------------- | -------------------------- | ------------------------ | ------------------------ | ------------------------ | ---------------- | ---------------- | ---------------- |
| Can’t Buy Me Love / You Can’t Do That               | 20. März 1964              | 16. März 1964              | 9. März 1964               | 01                       | 01 / 48                  | 24 / –                   | Parlophone R5114 | Capitol 5150     | Odeon O 22 697   |
| A Hard Day’s Night / Things We Said Today           | 10. Juli 1964              | –                          | 1. Juli 1964               | 01                       | n.v.                     | 02 / –                   | Parlophone R5160 | –                | Odeon O 22 760   |
| A Hard Day’s Night / I Should Have Known Better     | –                          | 13. Juli 1964              | –                          | n.v.                     | 01 / 53                  | n.v.                     | –                | Capitol 5222     | –                |
| I’ll Cry Instead / A Taste of Honey                 | –                          | –                          | 19. Juli 1964              | n.v.                     | n.v.                     | – / –                    | –                | –                | Odeon O 22 789   |
| I’ll Cry Instead / I’m Happy Just to Dance with You | –                          | 20. Juli 1964              | –                          | n.v.                     | 25 / 95                  | n.v.                     | –                | Capitol 5234     | –                |
| And I Love Her / If I Fell                          | –                          | 20. Juli 1964              | –                          | n.v.                     | 12 / 53                  | n.v.                     | –                | Capitol 5235     | –                |
| And I Love Her / I Should Have Known Better         | –                          | –                          | 4. Aug. 1964               | n.v.                     | n.v.                     | – / 06 S3                | –                | –                | Odeon O 22 792   |
| Tell Me Why / If I Fell                             | –                          | –                          | 3. Sep. 1964               | n.v.                     | n.v.                     | – / 25                   | –                | –                | Odeon O 22 797   |

### Extended Plays (EPs)
| EP                                         | EP                                                                              | Datum der Veröffentlichung | Datum der Veröffentlichung | Datum der Veröffentlichung | Beste Charts-Platzierung | Beste Charts-Platzierung | Beste Charts-Platzierung | Label Katalognr.   | Label Katalognr. | Label Katalognr. |
| Titel                                      | Lieder A-Seite / B-Seite                                                        | GB                         | US                         | DE                         | GB                       | US                       | DE                       | GB                 | US               | DE               |
| ------------------------------------------ | ------------------------------------------------------------------------------- | -------------------------- | -------------------------- | -------------------------- | ------------------------ | ------------------------ | ------------------------ | ------------------ | ---------------- | ---------------- |
| The Beatles’ Songs                         | A Hard Day’s Night; I Should Have Known Better / If I Fell; Can’t Buy Me Love   | –                          | –                          | Sep. 1964                  | n.v.                     | n.v.                     | –                        | –                  | –                | Odeon 41641      |
| The Beatles’ Voice                         | I’m Happy Just to Dance With You; And I Love Her / Tell Me Why; Any Time at All | –                          | –                          | Okt. 1964                  | n.v.                     | n.v.                     | –                        | –                  | –                | Odeon 41647      |
| Extracts from the Film A Hard Day’s Night  | I Should Have Known Better; If I Fell / Tell Me Why; And I Love Her             | 4. Nov. 1964               | –                          | –                          | –                        | n.v.                     | n.v.                     | Parlophone GEP8920 | –                | –                |
| Extracts from the Album A Hard Day’s Night | Any Time at All; I’ll Cry Instead / Things We Said Today; When I Get Home       | 6. Nov. 1964               | –                          | –                          | –                        | n.v.                     | n.v.                     | Parlophone GEP8924 | –                | –                |

## Verkaufszahlen und Auszeichnungen
| Land/Region                  | Auszeichnungen für Musikverkäufe (Land/Region, Auszeichnung, Verkäufe) | Verkäufe                                          |
| ---------------------------- | ---------------------------------------------------------------------- | ------------------------------------------------- |
| Argentinien (CAPIF)          | Platin                                                                 | 60.000                                            |
| Australien (ARIA)            | Gold                                                                   | 35.000                                            |
| Kanada (MC)                  | Platin                                                                 | 100.000                                           |
| Neuseeland (RMNZ)            | Platin                                                                 | 15.000                                            |
| Vereinigte Staaten (RIAA)    | 4× Platin                                                              | 4.000.000                                         |
| Vereinigtes Königreich (BPI) | Platin (2009er Version)                                                | 600.000 (1964er Version) 300.000 (2009er Version) |
| Insgesamt                    | 1× Gold · 8× Platin ·                                                  | 5.110.000                                         |